# Jean-Marie Bardoux
Pour les articles homonymes, voir Bardoux.
Jean-Marie Bardoux est un pilote de rallye guyanais, professeur de génie mécanique à Cayenne.

## Biographie
Le team de ce pilote guyanais est l'association RTJ2M.

## Palmarès

### Titres
- Quintuple Champion de Guyane des rallyes:
  - 2005: sur Peugeot 106 S16 Gr.F2000 (copilote Edy François, né en 1985, mécanicien technicien automobile de Balata ouest (Matoury));
  - 2006: sur Peugeot 106 S16 Gr.F2000 (copilote Edy François);
  - 2007: sur Peugeot 106 S16 Gr.F2000 (copilote Edy François);
  - 2008: sur Peugeot 106 S16 Gr.F2000 (copilote Ulric Mercier);
  - 2009: sur Citroën C2 (copilote Ulric Mercier);
- Vice-champion de Guyane des rallyes: 2010 (copilote Ulric Mercier).